# Friendship (Ohio)
Friendship é um lugar designado pelo censo localizado no condado de Scioto no estado estadounidense de Ohio. No Censo de 2010 tinha uma população de 351 habitantes e uma densidade populacional de 114,75 pessoas por km².

## Geografia
Friendship encontra-se localizado nas coordenadas 38° 41′ 52″ N, 83° 06′ 03″ O. Segundo o Departamento do Censo dos Estados Unidos, Friendship tem uma superfície total de 3.06 km², da qual 3.03 km² correspondem a terra firme e (1.1%) 0.03 km² é água.

## Demografia
Segundo o censo de 2010, tinha 351 pessoas residindo em Friendship. A densidade populacional era de 114,75 hab./km². Dos 351 habitantes, Friendship estava composto pelo 96.3% brancos, 0.85% eram afroamericanos, 0% eram amerindios, 0.57% eram asiáticos, 0% eram insulares do Pacífico, 0% eram de outras raças e o 2.28% pertenciam a duas ou mais raças. Do total da população 0% eram hispanos ou latinos de qualquer raça.